# Хайнрих (Шьонекен)
Хайнрих фон Шьонекен (на немски: Heinrich von Schönecken; † ок. 1315/1316) е граф на Шьонекен в Западен Айфел, Рейнланд-Пфалц.

## Биография
Той е син на граф Герхард I фон Шьонекен († 1317) и съпругата му графиня Мехтилд фон Насау († 1319), дъщеря на граф Ото I фон Насау († 1290) и Агнес фон Лайнинген († 1299/1303). Внук е на граф Хайнрих фон Шьонекен, господар на Шьонекен († сл. 1296), основател на линията фон Шьонекен, и първата му съпруга Юта фон Бланкенхайм († сл. 1284)
Хайнрих фон Шьонекен умира ок. 1316 г. преди баща си и майка си. През 1370 г., с най-малкия му син Йохан, господарите фон Шьонек измират по мъжка линия. През 1384 г. Шьонекен отива на Курфюрство Трир. Замъкът става жилище на курфюрстите.

## Фамилия
Хайнрих фон Шьонекен се жени за Гертруда фон Меренберг († сл. 1317), дъщеря на Готфрид фон Меренберг, фогт в Елзас († сл. 1295) и на Лиза († сл. 1312). Те имат трима сина:
- Хартард фон Шьонекен († 1351), женен за Маргарета фон Фалкенберг/Валкенбург († сл. 18 октомври 1360), дъщеря на Райнолд I фон Фалкенбург († 1333) и Мария фон Боутерсхем († 1317); съпругата му Маргарета фон Валкенбург се омъжва втори път 1356 г. за Буркард I фон Финстинген-Шьонекен († 20 март 1377)
- Герхард фон Шьонекен († 25 март или 25 декември 1355, убит в битка при Монтклер), женен 1354 г. за Жанета фон Родемахерн († сл. 1398), дъщеря на Йохан I фон Родемахерн († 1360) и Елизабет дьо ла Фоше († сл. 1344); съпругата му Жанета фон Родемахерн се омъжва втори път пр. 16 октомври 1356 г. за Арнолд V фон Бланкенхайм-Геролщайн († 18 май 1360, убит в битката при Шлайден) и трети път 1361 г. за Тилман фон Вартенщайн-Щайнкаленфелс († 7 юни 1380)
- Йохан фон Шьонекен († 1370)